# Tjocknäbbad sparv
Tjocknäbbad sparv (Passer gongonensis) är en fågel i familjen sparvfinkar inom ordningen tättingar.

## Utseende och läte
Tjocknäbbad sparv är en färglös sparv som med en kroppslängd på 18 cm och vikten 42 gram är störst i familjen. Den är grå på huvud och undersida, brun på rygg och vingar samt roströd på övergumpen. Den är mycket lik etiopiensparven och bysparven, men är något större med kraftigare näbb och mörkare undersida. Bland lätena hörs skriande toner och ett lågt ljud som återges "churp".

## Utbredning och systematik
Fågeln förekommer i torra låglandsområden i allra sydostligaste Sydsudan, södra Etiopien, östra Uganda, södra Somalia, Kenya och nordöstra Tanzania. Den har tidigare ofta behandlats som en underart till bysparv och vissa gör det fortfarande.

## Levnadssätt
Tjocknäbbad sparv hittas i torr törnsvann och öppet skogslandskap. Ibland kan den ses kring bebyggelse.

## Status
Arten har ett stort utbredningsområde och beståndet anses stabilt. Internationella naturvårdsunionen IUCN listar den därför som livskraftig (LC).